# Neoglyphidodon thoracotaeniatus
Neoglyphidodon thoracotaeniatus är en fiskart som först beskrevs av Fowler och Bean 1928.  Neoglyphidodon thoracotaeniatus ingår i släktet Neoglyphidodon och familjen Pomacentridae. Inga underarter finns listade i Catalogue of Life.

## Bilder

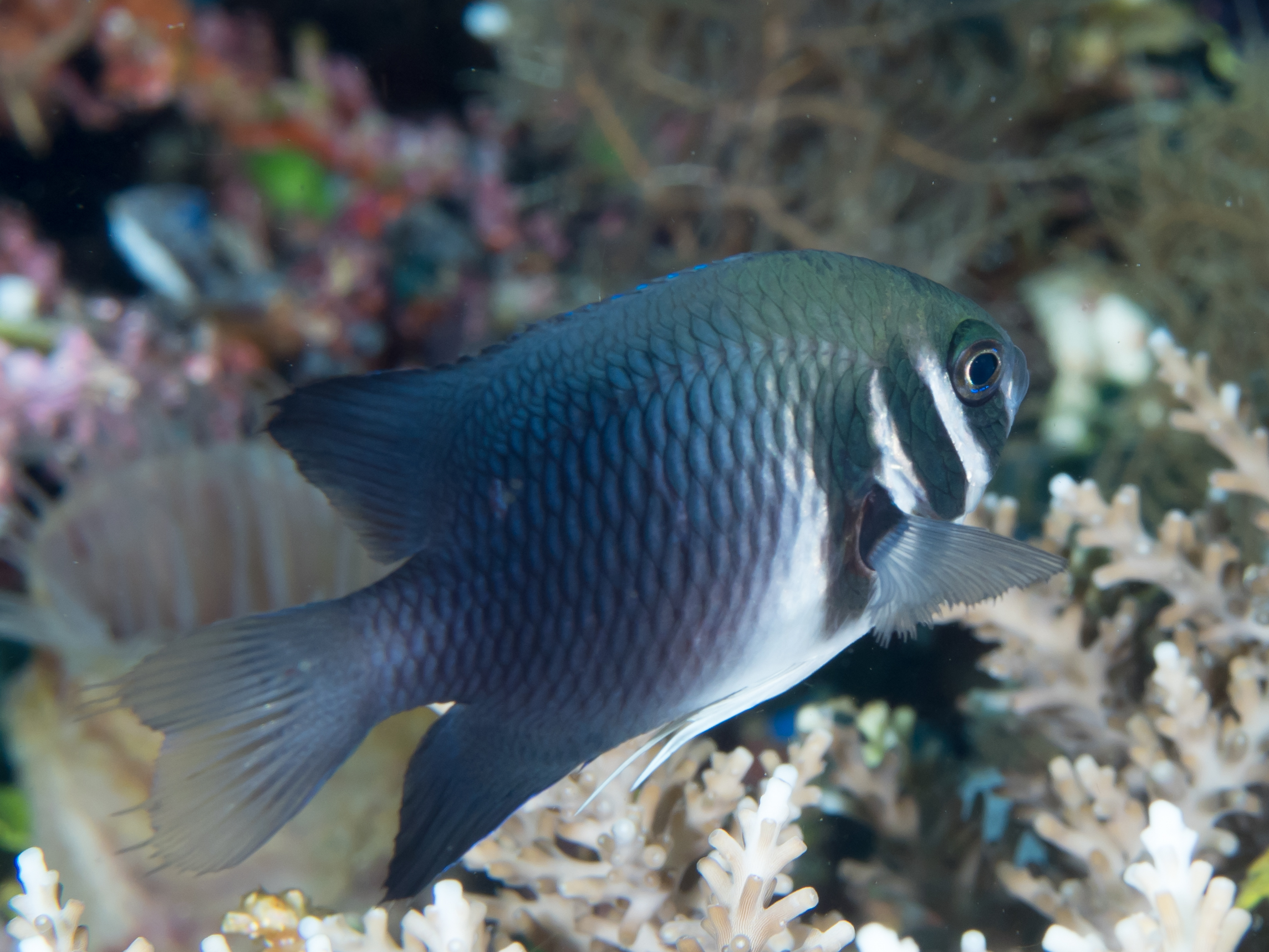
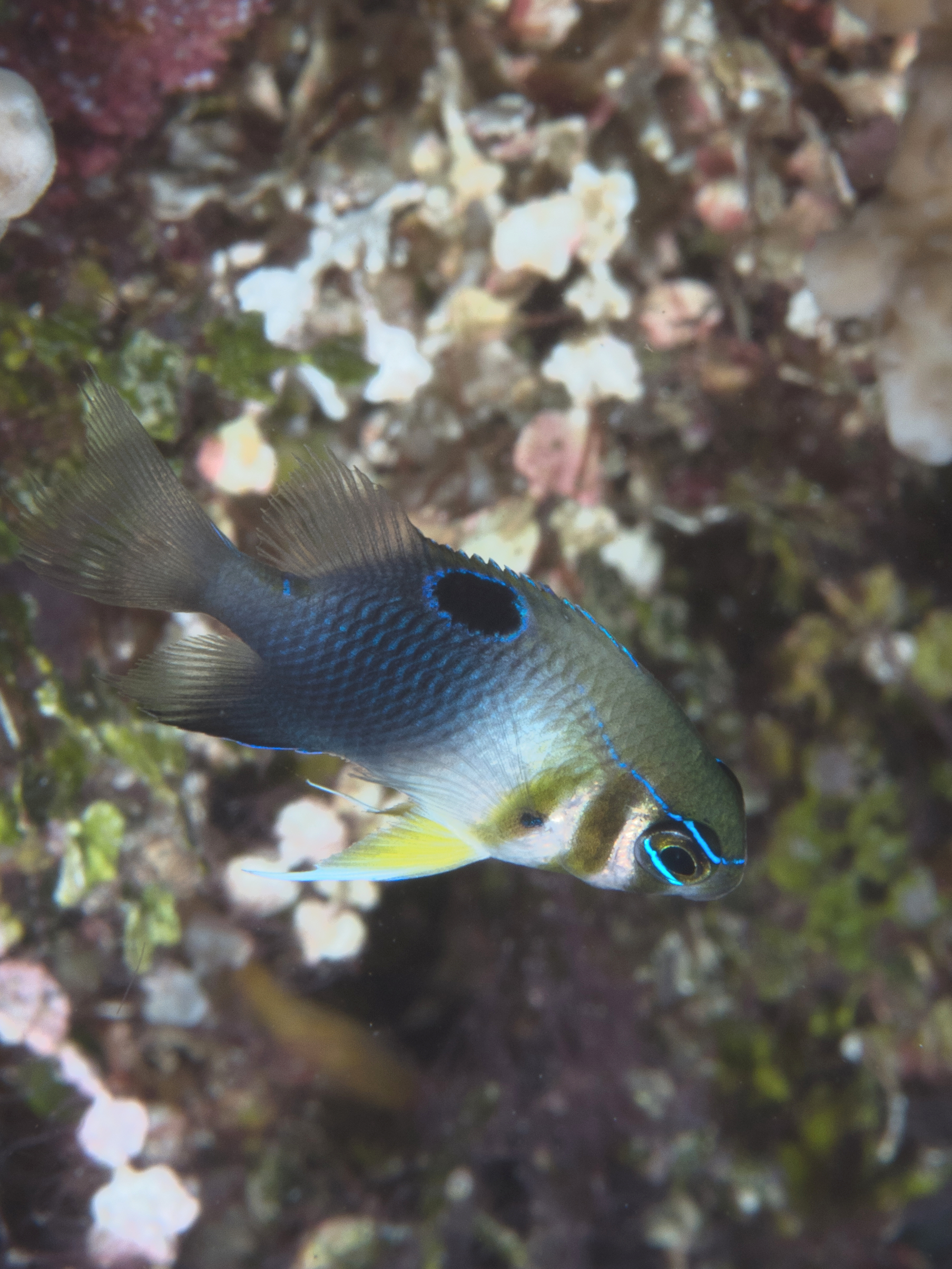